# Drjanovets (distrikt i Bulgarien, Ruse)
Drjanovets (bulgariska: Дряновец) är ett distrikt i Bulgarien.   Det ligger i kommunen Obsjtina Bjala och regionen Ruse, i den centrala delen av landet, 220 km öster om huvudstaden Sofia.
Omgivningarna runt Drjanovets är en mosaik av jordbruksmark och naturlig växtlighet. Runt Drjanovets är det ganska glesbefolkat, med 34 invånare per kvadratkilometer.